# کلیسای مریم مقدس (چوروت، آرزاکان)
کلیسای مریم مقدس (ارمنی: Սուրբ Աստվածածին եկեղեցի, Չորուտ) یک کلیسا متعلق به کلیسای حواری ارمنی واقع در شهر آرزاکان، استان کوتایک ارمنستان می‌باشد. ساخت و ساز این ساختمان در سده ۱۳ام میلادی؛ به پایان رسید. این بنا به سبک معماری ارمنی طراحی شده است.

## نگارخانه

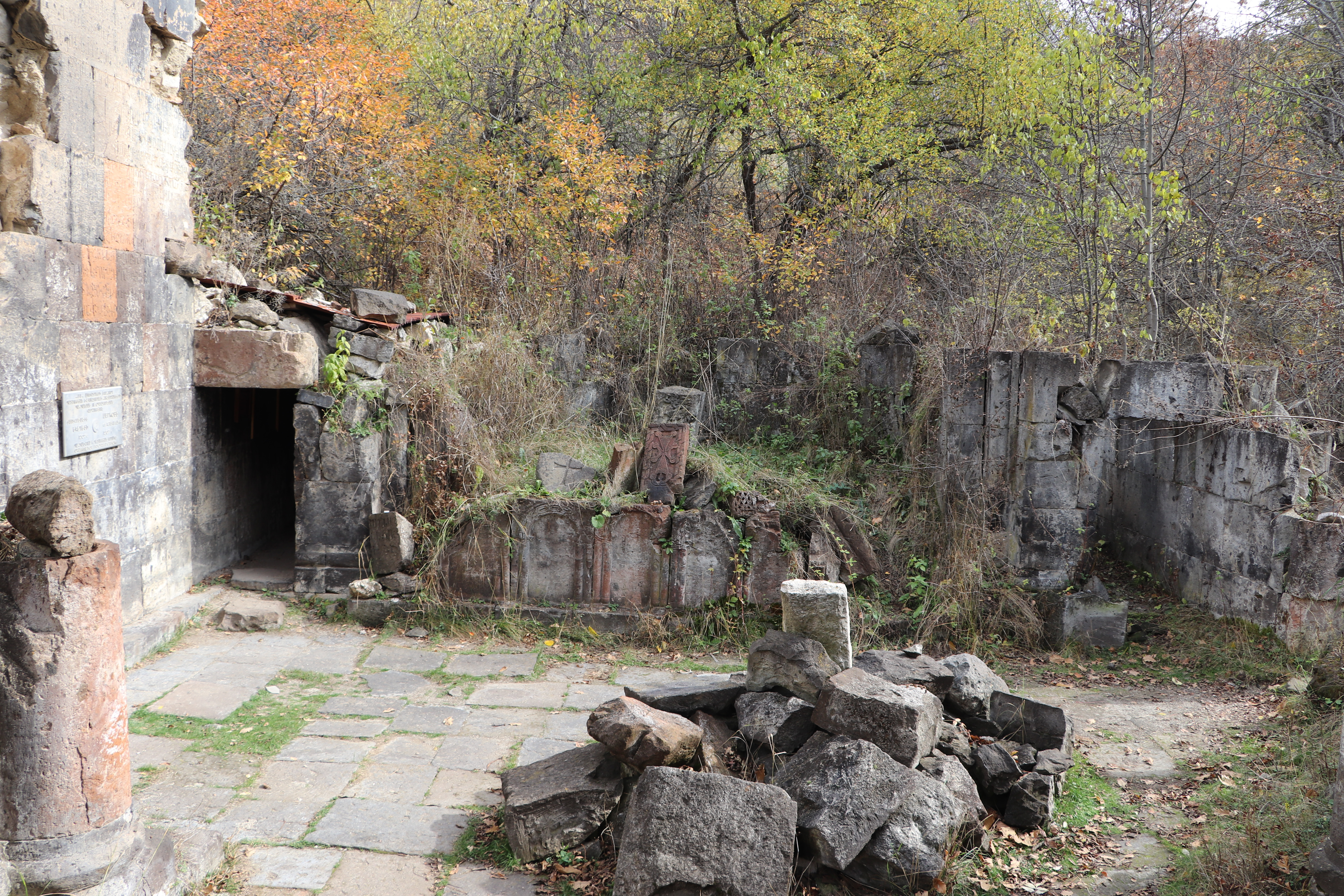
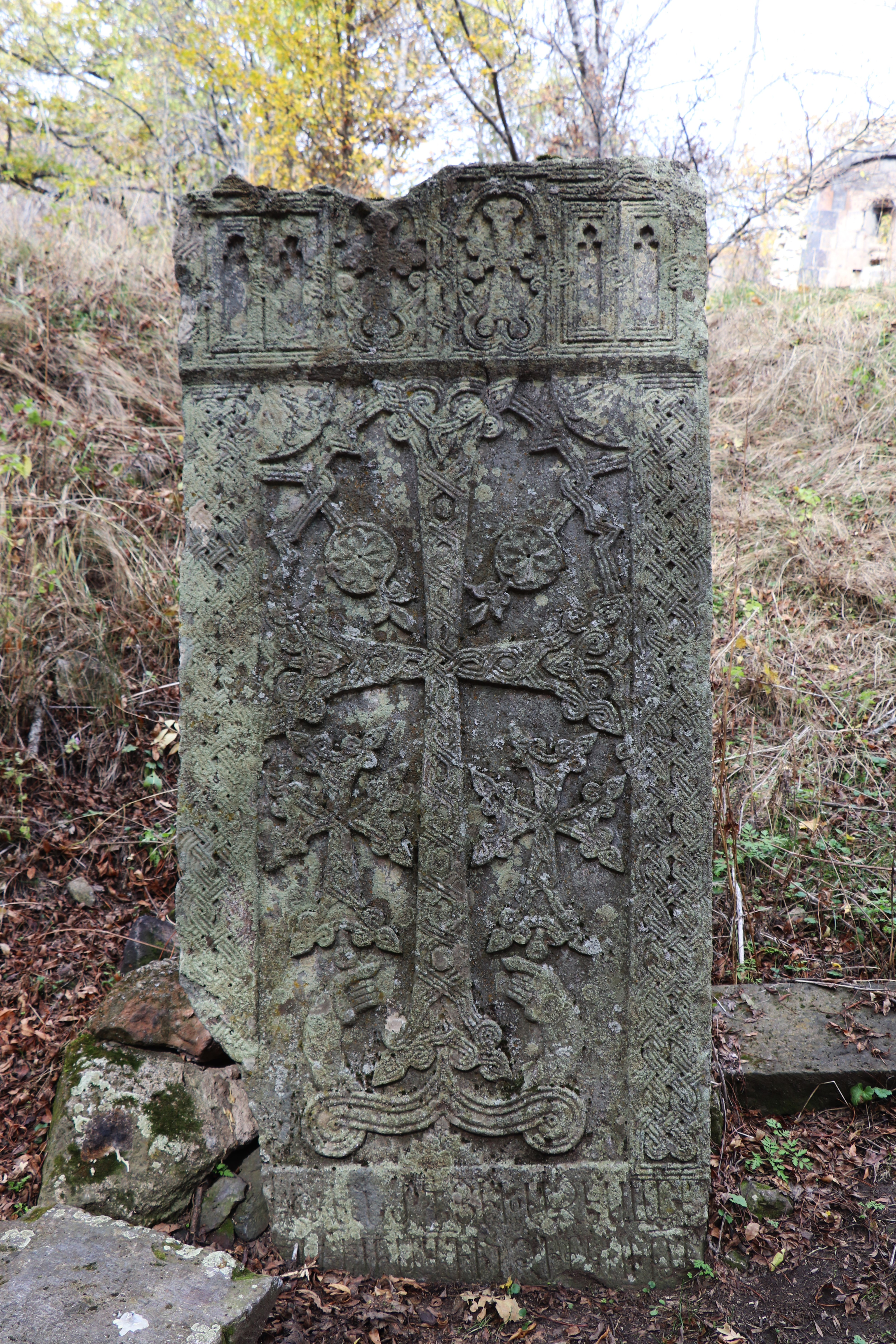
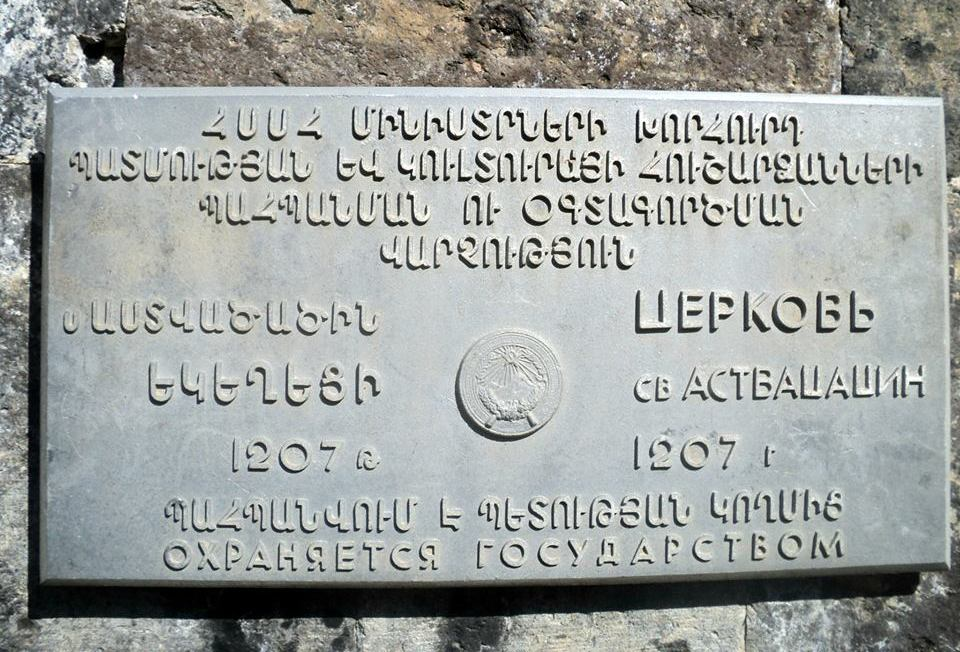
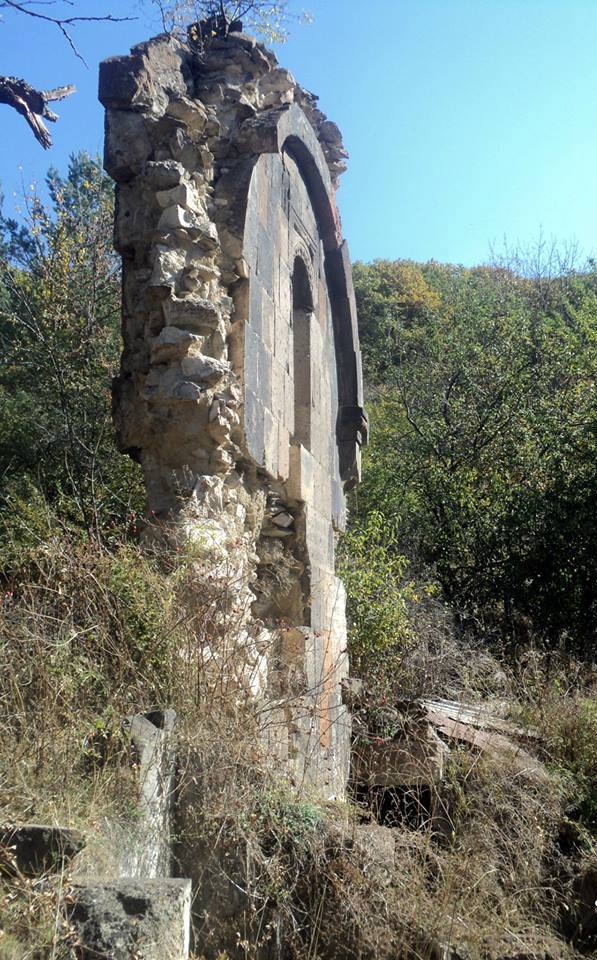
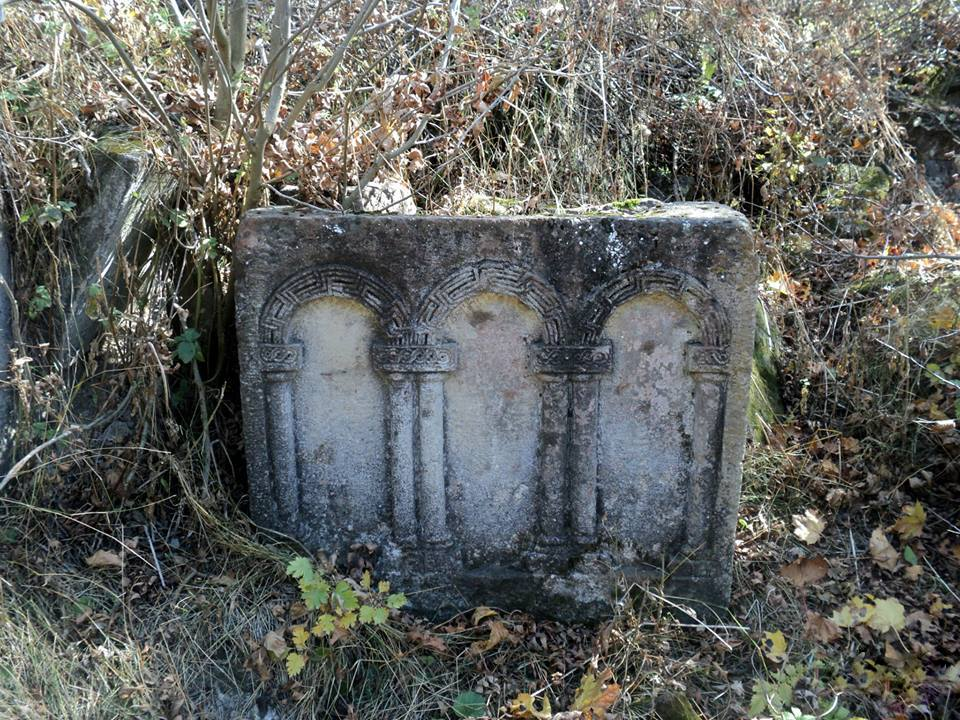
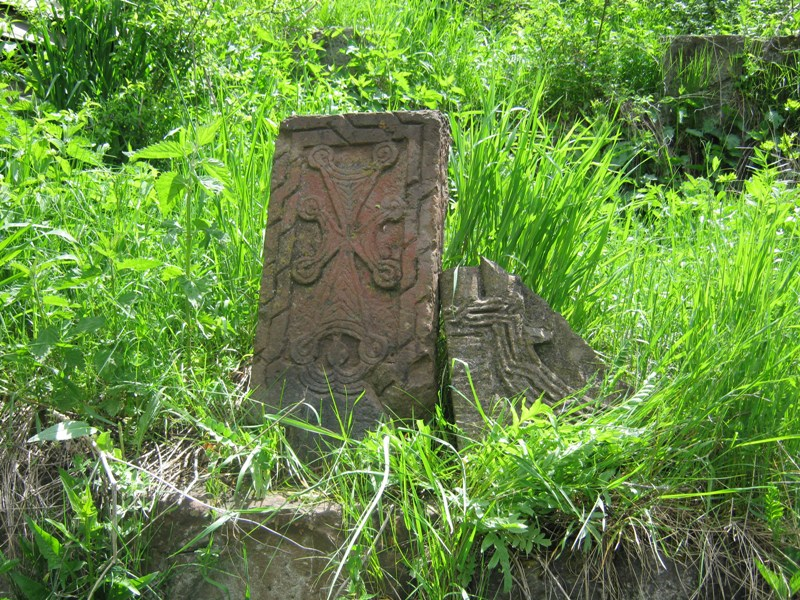
خاچکار سده ۱۲ام میلادی